# یواس‌اس سیلوانیا (ای‌کی‌ای-۴۴)
یواس‌اس سیلوانیا (ای‌کی‌ای-۴۴) (به انگلیسی: USS Sylvania (AKA-44)) یک کشتی بود که طول آن ۴۲۶ فوت (۱۳۰ متر) بود. این کشتی در سال ۱۹۴۵ ساخته شد.